# Záhoří (Slovensko)

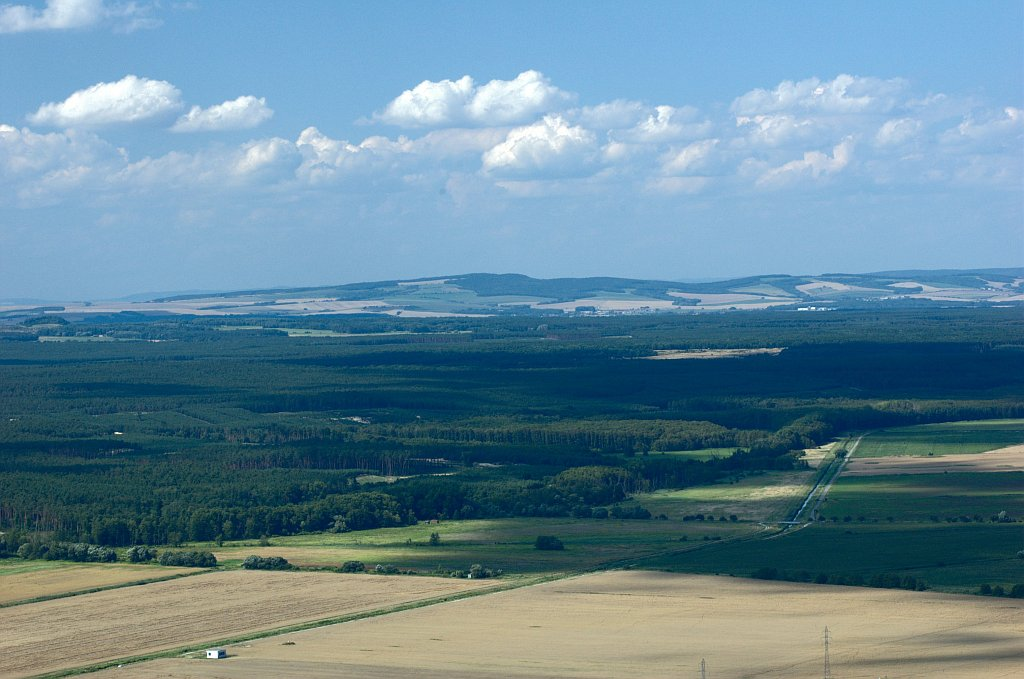
Záhorská nížina

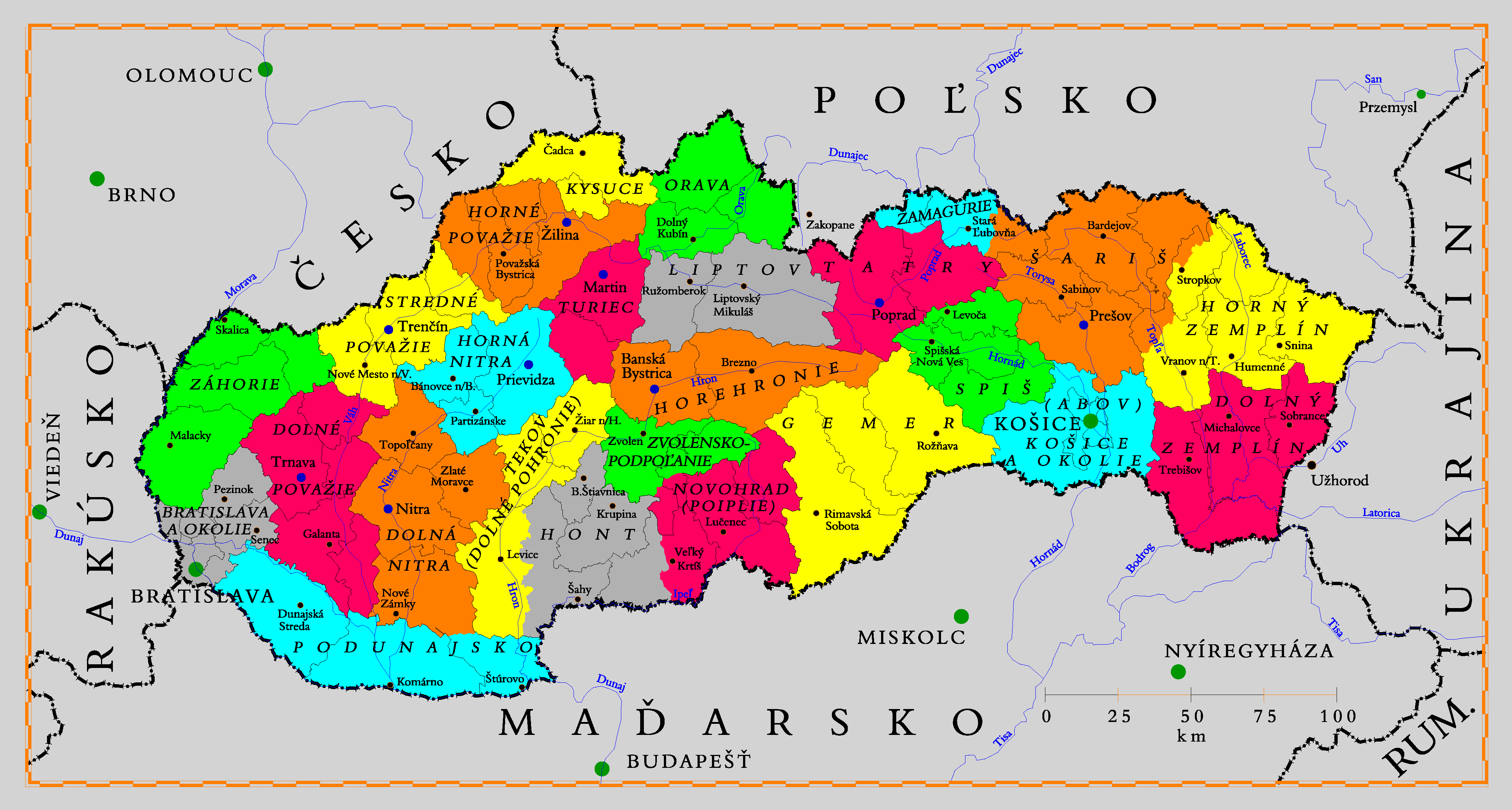
Příklad neoficiálních tradičních regionů Slovenska, Záhoří zelenou barvou zcela vlevo

Záhoří (slovensky Záhorie, v záhorském nářečí Záhorí), případně pro rozlišení Slovenské Záhoří, je tradiční region a region cestovního ruchu (Záhorský region cestovního ruchu) na západě Slovenska, rozkládající se v oblasti Záhorské nížiny. 
Ze západu jej obtéká řeka Morava, na jihovýchodě je ohraničují Malé Karpaty a na severovýchodě předhůří Bílých Karpat. Sousedí na severozápadě s Českem a na západě s Rakouskem. Dělí se na Horní Záhoří, Střední Záhoří a Dolní Záhoří. Někdy se do něj neřadí obce Lozorno, Jablonové, Pernek, Kuchyňa a Rohožník, vyčleňované jako Podhoří.
Jeho středisky jsou města Malacky, Skalica, Senica, Stupava, Holíč, Šaštín-Stráže a Gbely. Záhoráci mluví nářečím velmi podobným lidové mluvě na přilehlé části Moravy (Slovácko). Z toho důvodu je Záhoří někdy chápáno jako slovenská část Slovácka. Obyvatelé Záhoří jsou na Slovensku oblíbeným terčem stereotypizujících vtipů, podobně jako jiné specifické skupiny (Kysučané, Východňári apod.).
Ve středověku zde existovalo také kmenové osídlení Polovců (či Plavců; po nich se jmenuje Plavecký hrad a obce v podhradí) a Sikulů (po nich zbyl název Sekule).
Typickou krajinou Záhoří jsou řídce osídlené borovicové lesy na neúrodných písčinách (Borská nížina), asi polovina z nich je součástí vojenského prostoru Záhorie. Severozápadní část těchto lesů je pak chráněna v CHKO Záhorie, která se jinak prostírá především lužní krajinou podél řeky Moravy.

## Správní historie
Záhoří nikdy netvořilo zvláštní administrativní celek. V období Velké Moravy bylo součástí Moravského knížectví. Za dob Uherska bylo rozděleno mezi Prešpurskou a Nitranskou župu, v rámci Československa pak bylo součástí Bratislavského a posléze Západoslovenského kraje. Do značné míry tehdy (v letech 1960–1996) Záhoří odpovídal velký okres Senica.
Po slovenské správní reformě roku 1996 bylo Záhoří opět rozděleno (v podobném duchu jako za dob Uherska) mezi kraje Bratislavský (okres Malacky a část samotné Bratislavy) a Trnavský (okresy Senica a Skalica), nejvýchodnější okraj připadl kraji Trenčínskému (část okresu Myjava).

### Region cestovního ruchu
Záhoří jako region cestovního ruchu oficiálně zahrnuje:
- okres Malacky
- jižní část okresu Myjava
- okres Senica
- okres Skalica

V běžném chápání do Záhoří patří zejména okres Malacky a bratislavské městské části Záhorská Bystrica a Devínska Nová Ves.

## Specifika záhorského nářečí
záhorské nářečí /|/ spisovná slovenština 

-l- se změkčuje na –ľ- (motíl, lachko – motýľ, ľahko);

-t- se v spisovné slovenštině změkčuje na –ť- (mjet, scet – mať, chcieť );

-í- se mění na dvojhlásky –ia-, -ie-, -iu- (vzít. písek kraší, lepší – vziať, piesok, krajšiu, lepšiu);

-é-,-e- se mění na –ie- (mléko, scet – mlieko, chcieť);

-ú- se mění na –ô- (múj, kúň – môj kôň );

-ja- se mění na –ä- (mjaký, hríbja – mäkký, žriebä);

-á- se mění na -ia- (nosá, žádajú – nosia, žiadajú);

-str- se mění na –čr-,-č- (strevo, strešňa – črevo, čerešňa);

-šč- se mění na –šť-(ščascí, ščebotat – šťastie, štebotať);

-o- se zaměňuje za –u-(ohárek, moset – uhorka, musieť);

slabiky de, te, ne, le se změkčují (devjet, tela, nescem, lehnút – deväť, teľa, nechcem, ľahnúť);

-ď- nahrazuje –j- (anďel – anjel);

-t- se nahrazuje hláskou –d- (suatkí – sladký)

-sc- se mění na -chc- (scet – chcieť)
ukázka textu v záhorském nářečí:
Levárčané chráščané!
Nevím, či aj dnes, ale ked sme mi chodzili do meščánki do Levár, tak nám Levárané nadávali „Levárčané – chráščané“. Víte proč? Ked sme to Leváranom povidali, strašne sa jedovali. Levárčané odjakživa bili sedlácka dzedzina, ľudé robotní, kerí vjedzeli dopjestovat šecku zeleninu. Naopak Leváre bili obec pánskejší, kerej obivatelé bili samí úradňíci, robotňíčci a takí, že sa im velice na poli robit nesceuo. Okrem druhej zeliňini Levárčané pjestovali aj zelé (kapustu). Túto naukládali do sudú. Druhé huavički si nechávali aj na celú zimu. Chráščí je huavička zelá, kerá dobre nenarostua a je mjaká. Zato, že Levárané zelé nepjestovali biuo im dobré, ked ím Levárčané za uacnejší peňíz prodali aj chráščí. Navíše nám „z vďaki za to“ nadávali Levárčané – chráščané.

## Galerie

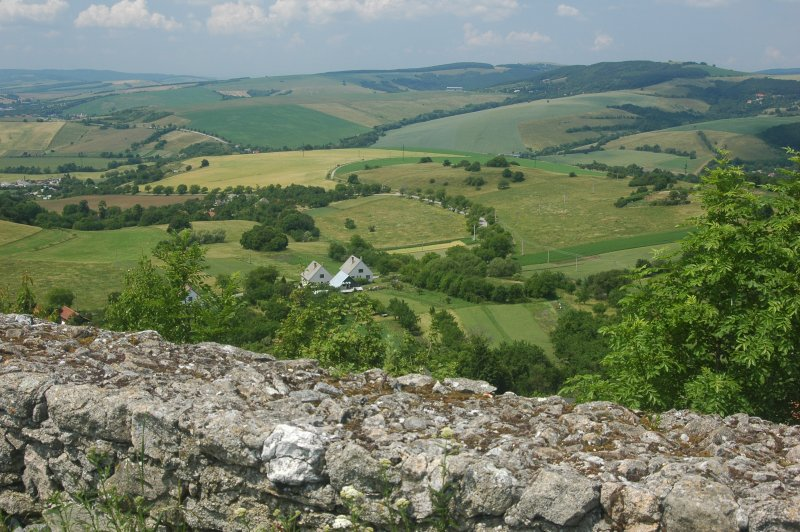
Senická pahorkatina
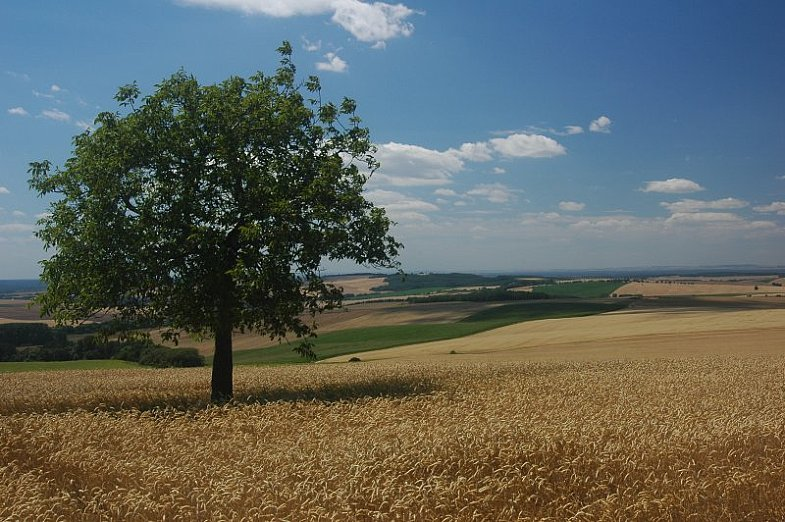
Chvojnická pahorkatina
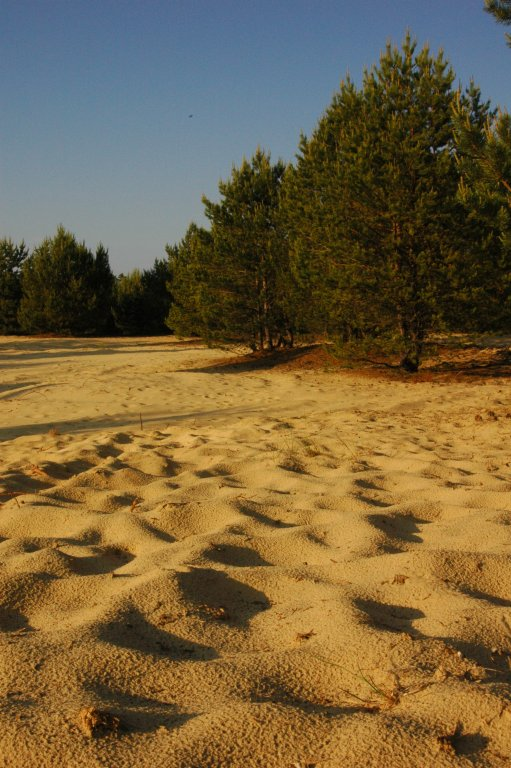
Váté písky
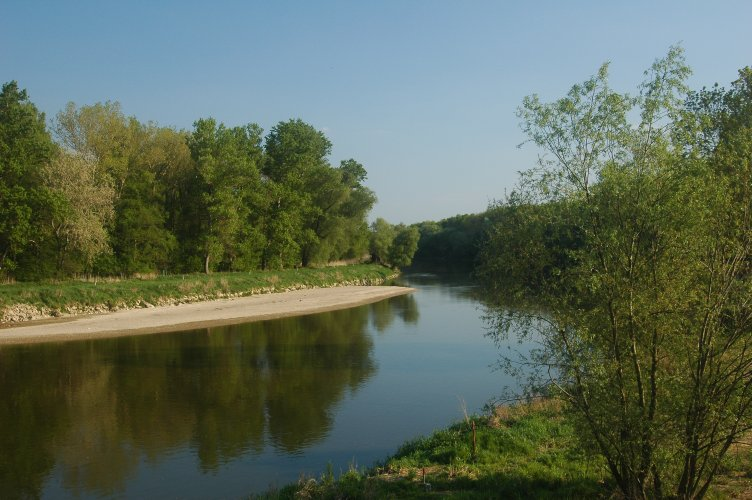
Řeka Morava
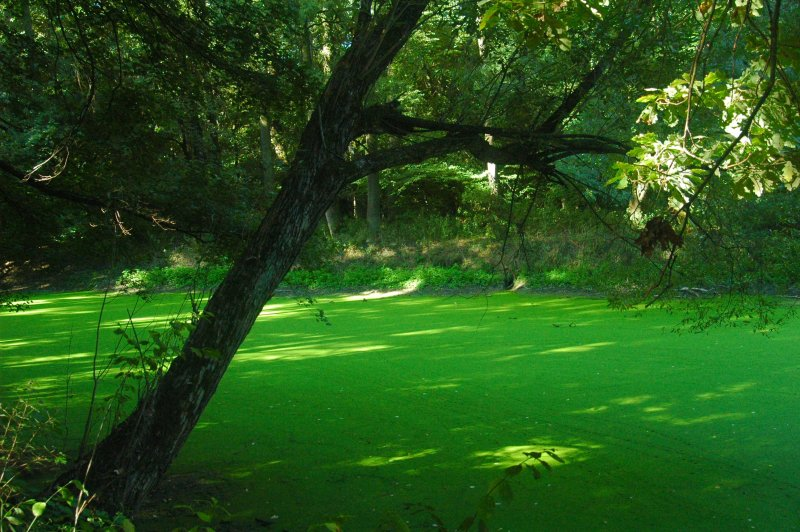
Mrtvé rameno Moravy
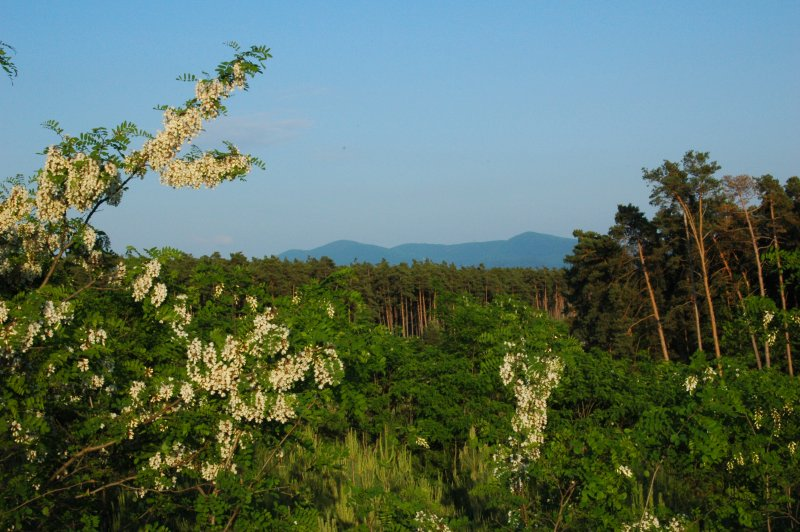
Borové lesy v Borské nížině
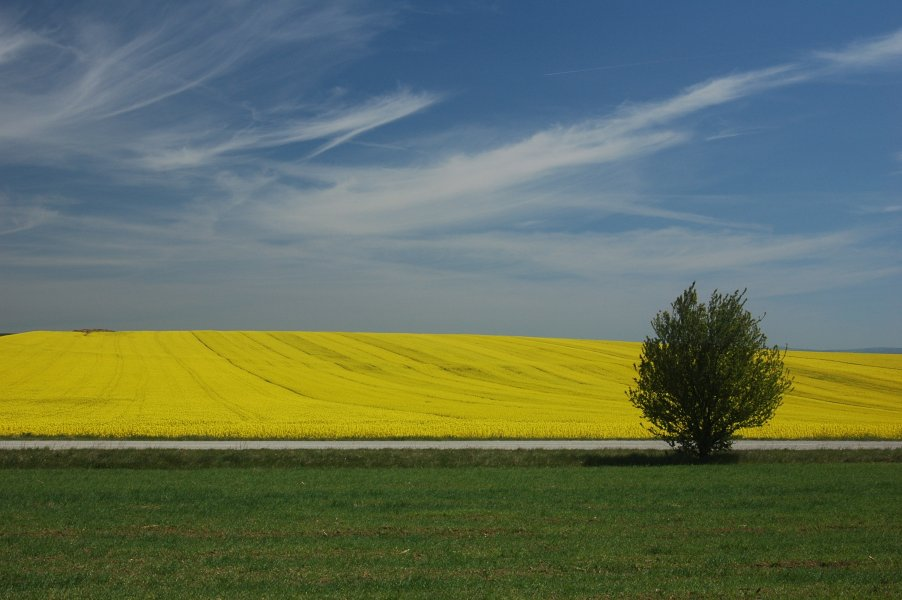
Pole u Unína
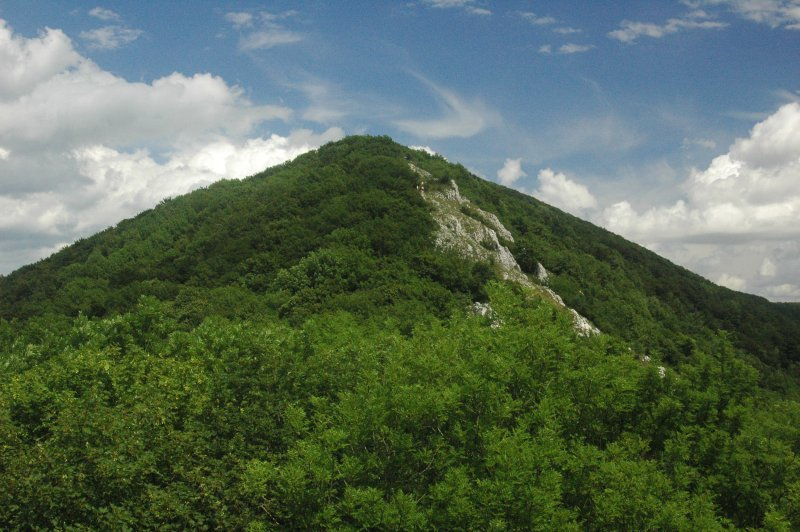
Záruby